# Bicyclus anynana
Bicyclus anynana je leptir iz porodice šarenaca.
Primarno ga se nalazi u istočnoj Africi od južnog Sudana do Esvatinija. Nalazi se uglavnom u šumskim područjima i leti blizu zemlje. Rasponi krila kod mužjaka su 35–40 mm, a kod ženki 45–49 mm.
Bicyclus anynana je pogodan za istraživanje zbog svoje idealne veličine i vremena uzgoja. Uz sve to, ova je vrsta jedna od mnogih vrsta insekata koja mijenja svoju boju ovisno o godišnjem dobu, što ga čini vrijednim alatom u proučavanju fenotipske plastičnosti. Vlažna godišnja doba stvaraju leptire s velikim očnim točkama, dok suha godišnja daju leptirima nezamjetne boje.

## Vanjske poveznice
|  | Zajednički poslužitelj ima još gradiva o temi Bicyclus anynana |
|  | Wikivrste imaju podatke o taksonu Bicyclus anynana             |